# Piccola Sacra Famiglia

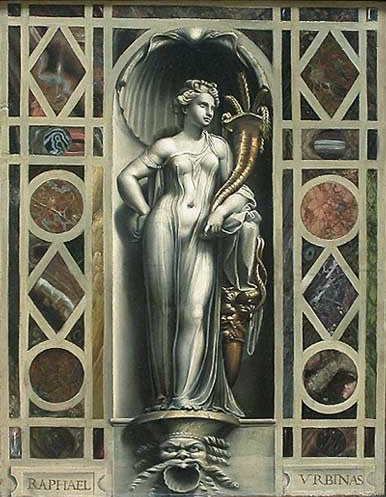
Coperta con Abbondanza

La Piccola Sacra Famiglia  è un dipinto a olio su tavola (38x32 cm) di Raffaello e aiuti, databile al 1518-1519 circa e conservato nel Museo del Louvre di Parigi. L'opera è firmata e datata sull'orlo della veste della Vergine: "RAPHAEL VRBINAS S[anti] PINGEBAT MDXVIII".

## Storia
L'opera, detta "piccola" per distinguerla dalla "grande" Sacra Famiglia di Francesco I sempre al Louvre, è di solito messa in relazione con la Cerere o Abbondanza a monocromo dello stesso museo, la quale, secondo una tradizione seicentesca inaugurata dal cronista André Félibién, era la coperta della prima.
Forse i due pannelli piccoli e facili da trasportare vennero richiesti a Raffaello da Leone X, come ringraziamento per i servigi del legato papale in Francia Adrien Gouffier de Boissy, verso il 1519. Lo stesso cardinale possedeva il San Giovannino nel deserto, sempre di scuola raffaellesca e pure al Louvre. Anche la stesura della Sacra Famiglia è di solito riferita a Giulio Romano, come anche il disegno preparatorio nella Royal Collection del Castello di Windsor.
In seguito appartenne al conte di Brienne (1622), che in seguito la cedette a Luigi XIV.

## Descrizione e stile
In un idilliaco paesaggio Gesù Bambino, appoggiandosi sulla gambe di Maria, si sporge in piedi sulla culla per andare ad abbracciare san Giovannino, sull'altro lato, retto a sua volta dalla madre sant'Elisabetta. Dettagli come il volto di Elisabetta o la culla a forma di baule rovesciato rimandano ad altre opere di quegli anni, come la Sacra Famiglia sotto la quercia o La Perla, entrambe al Prado ed entrambe riferite a Giulio Romano.
Molto intenso è il brano del paesaggio, che si perde in lontananza, oltre la macchia scura di un colle fronzuto, che rimanda ad esempi nordici, della scuola danubiana.
La coperta dell'Abbondanza (38x31 cm) è a monocromo e la firma "Rapahel Vrbinas" è di solito considerata un'aggiunta posteriore. Alcuni la riferiscono al cardinal Bibbiena, il cui cognome era appunto "Dovizi[a]", cioè abbondanza, e si tratta di un raro esempio di coperta per un dipinto così piccolo. La figura, inserita in una nicchia tra specchiature marmoree e su una base con sotto un mascherone, si rifà a un'Afrodite oggi al Kunsthistorisches Museum un tempo nella Loggia dei Marmi del Palazzo Ducale di Mantova.